# Isla Paxté
La isla Paxté es una isla en la laguna Yaxhá perteneciente al país centroamericano de Guatemala Administrativamente hace parte del departamento de Petén cercano a Belice. Es la menor de tres islas con una superficie de aproximadamente 0,03 km² Se encuentra aproximadamente a 100 m de la isla Topoxté. Se han identificado 68 estructuras en Paxté, en su mayor parte plataformas rectangulares construidas con piedras calizas sin mayor elaboración, aparentemente desechos de construcciones domésticas previas. Hay dos grupos de edificios más grandes en la parte más elevada de la isla, alineados en sentido norte-sur, lo que los distingue de las otras construcciones que siguen la topografía de la isla. Las Excavaciones sugieren que Paxte fue ocupada desde el Posclásico Tardío en el Posclásico.